# Haemodorum planifolium
Haemodorum planifolium är en enhjärtbladig växtart som beskrevs av Robert Brown. Haemodorum planifolium ingår i släktet Haemodorum och familjen Haemodoraceae. Inga underarter finns listade.